# Coupe des clubs champions européens féminine de handball 1963-1964
Navigation
Coupe des clubs champions 1962-1963 Coupe des clubs champions 1964-1965
La Coupe des clubs champions européens féminin de handball 1963–1964 est la 4e édition de la plus grande compétition européenne des clubs de handball féminin, organisée par l’IHF.
La saison a débuté le 30 novembre 1963 et s'est terminée le 4 avril 1964 avec la finale organisée à Bratislava, en Tchécoslovaquie. En s'imposant face à Helsingør IF, le Rapid Bucarest est devenu le deuxième, et accessoirement le dernier, champion d'Europe roumain. Le tenant du titre a été éliminé dès les quarts de finale par les Hongroises du Budapest Spartacus.

## Formule
La compétition est à élimination avec match aller et retour, sauf la finale qui se joue sur un seul match.

## Participants
Treize clubs de treize pays ont participé à cette saison et comme l'année précédente, les deux pays finalistes ont bénéficié d'une place automatique en quarts de finale. Pour l'Union soviétique, c'est le champion en titre, le Trud Moscou, tandis que pour le Danemark, c'est le club de Helsingør IF qui était exempt du tour préliminaire. En outre, la Norvège a également pu qualifier directement une équipe pour les quarts de finale en tant que nation débutante dans cette compétition.
| Équipe                  | Motif de qualification          |
| ----------------------- | ------------------------------- |
| Fortschritt Weissenfels | Champion d'Allemagne de l'Est   |
| Eimsbütteler TV         | Champion d'Allemagne de l'Ouest |
| Admira Vienne           | Champion d'Autriche             |
| US Ivry                 | Champion de France              |
| Budapest Spartacus      | Champion de Hongrie             |
| HV Swift Roermond       | Champion des Pays-Bas           |
| Ruch Chorzów            | Champion de Pologne             |
| Rapid Bucarest          | Champion de Roumanie            |
| ČKD Prague              | Champion de Tchécoslovaquie     |
| Spartak Subotica        | Champion de Yougoslavie         |

| Équipe       | Motif de qualification |
| ------------ | ---------------------- |
| Trud Moscou  | Tenant du titre        |
| Helsingør IF | Champion du Danemark   |
| IL Skogen    | Champion de Norvège    |

## Résultats

### Tour préliminaire
| Club                    | Aller  | Total   | Retour | Club               |
| ----------------------- | ------ | ------- | ------ | ------------------ |
| Rapid Bucarest          | 13 – 5 | 19 – 13 | 6 – 8  | Spartak Subotica   |
| Fortschritt Weissenfels | 12 – 5 | 17 – 13 | 5 – 7  | Ruch Chorzów       |
| Admira Vienne           | 7 – 14 | 14 – 37 | 7 – 23 | Budapest Spartacus |
| US Ivry                 | 6 – 16 | 8 – 31  | 2 – 15 | HV Swift Roermond  |
| Eimsbütteler TV         | 11 – 4 | 14 – 12 | 3 – 8  | ČKD Prague         |

### Quarts de finale
| Club                    | Aller   | Total   | Retour | Club            |
| ----------------------- | ------- | ------- | ------ | --------------- |
| Fortschritt Weissenfels | 10 – 9  | 14 – 17 | 4 – 8  | Rapid Bucarest  |
| Budapest Spartacus      | 16 – 7  | 24 – 19 | 8 – 12 | Trud Moscou     |
| HV Swift Roermond       | 4 – 5   | 11 – 13 | 7 – 8  | Eimsbütteler TV |
| Helsingør IF            | 14 – 13 | 27 – 22 | 11 – 9 | IL Skogen       |

### Demi-finale
| Club           | Aller  | Total   | Retour | Club               |
| -------------- | ------ | ------- | ------ | ------------------ |
| Rapid Bucarest | 13 – 5 | 24 – 12 | 11 – 7 | Budapest Spartacus |
| Helsingør IF   | 6 – 7  | 14 – 9  | 8 – 2  | Eimsbütteler TV    |

### Finale
La finale a eu lieu à Bratislava, le 4 avril 1964.
| Club           | Score   | Club         |
| -------------- | ------- | ------------ |
| Rapid Bucarest | 14 – 13 | Helsingør IF |

Les buteuses roumaines sont : Hedeșiu 5, Stark 4, Dumitrescu 2, Floroianu 2, Naco 1.

## Les championnes d'Europe
| Champion d'Europe - Coupe des clubs champions européens féminin de handball 1963-1964 Rapid Bucarest 1er titre |

L'effectif du Rapid Bucarest était :
- Gardiennes de but
  - Irene Nagy-Klimovski (ro)
  - Margareta Hanec
  - Elena Zainescu
- Ailières
  - Iuliana Naco
  - Constanța Dumitrescu
- Pivots
  - Elena Hedeșiu
  - Antoaneta Vasile-Oțelea
- Demi-centres
  - Rodica Floroianu (ro)
  - Aurelia Sălăgeanu (ro)
- Arrières
  - Maria Constantinescu (ro)
  - Anna Stark-Stănișel (ro)
- Entraîneur
  - Gabriel Zugrăvescu (ro)